# Edadil Kadın
Edadil Kadınefendi (en turco otomano: إداديل كادنيفندي, "la elegancia del corazón", 25 de julio de 1845 - 12 de diciembre de 1875) fue la esposa del sultán Abdülaziz I del Imperio Otomano.
El título completo era: Devletlu İsmetlu İkinci Edadil Kadın Efendi Aliyyetü'ş-Şân Hazretleri

## Vida
Edadil nació el 25 de julio de 1845 en Adlersky y era hija de Aredba Tandal Bey y su esposa Aublaa Hanim. También tenía un hermano, Aslan Bey, que vivía en el Cáucaso. 
Fue llevada al palacio por un compatriota. Recibió una educación privada de Valide Pertevniyal Sultan. Ella tiene ojos azules y cabello castaño largo. En 1861 se casó con Abdülaziz, el mismo año en que ascendió al trono. La boda tuvo lugar en el Palacio de Dolmabahçe. Un año después de 1862, dio a luz al Şehzade Mahmud Celaleddin, seguido más tarde por los nacimientos del Şehzade Mehmed Selim y Emine Sultan. Emine Sultan murió a la edad de 3 años en 1867.
Edadil murió el 12 de diciembre de 1875 en el Palacio de Dolmabahçe a la edad de 30 años. Está enterrada en la tumba del sultán Mahmud II en Constantinopla.